# Centro de Investigaciones para el Desarrollo
El Centro de Investigaciones para el Desarrollo, CID, funciona como la unidad de investigación, extensión y divulgación de la Facultad de Ciencias Económicas, FCE, de la Universidad Nacional de Colombia, sede Bogotá.
Su creación en 1966 fue iniciativa del economista Lauchlin Currie con el objetivo de fomentar, coordinar y vincular el trabajo de la Universidad a la transformación y el progreso de la sociedad colombiana.

## Historia
Desde su fundación a cargo de Lauchlin Currie, el Centro de Investigaciones para el Desarrollo se ha comprometido por la investigación de preocupaciones y emergencias del devenir económico en Colombia, contando con el soporte de investigadores y académicos de la Facultad de Ciencias Económicas. A partir de 1985, el CID expande sus propósitos investigativos en diferentes áreas de actividad.
El problema central que ha orientado las diversas líneas de consulta del CID ha sido el subdesarrollo, tema que fue sugerido por el profesor Currie al comenzar el proyecto. Desde entonces, las producciones del Centro se han caracterizado fundamentalmente por la independencia y autonomía que implican ejercer un carácter público, y por la indagación de respuestas a los problemas emergentes en un ambiente universitario.
Este centro de investigaciones ha intervenido en los asuntos más preocupantes de la realidad nacional, teniendo en cuenta su ventaja de independencia política y económica y su visión académica que le convierte en la unidad académica de investigación y extensión de la Facultad de Ciencias Económicas de la Universidad Nacional de Colombia.

## Áreas de actividad
El CID inició sus investigaciones sobre alternativas al desarrollo de Bogotá y las implicaciones que tendrían en la Política Nacional. En el presente, con la experiencia acumulada al tratar un gran número de temas cotidianos de la economía de Colombia se distingue su trabajo en las siguientes áreas.
Desarrollo regional y local
Se da a partir de la creación de esquemas de ordenamiento territorial municipal, departamental y en las principales localidades y ciudades, y la formulación y evaluación de planes de desarrollo. Los trabajos que se destacan tratan sobre los estudios de ordenamiento territorial de 1969 y la formulación de alternativas al desarrollo urbano de Bogotá; así como diversos planes de desarrollo para municipios.
Evaluación del manejo de los recursos públicos y la inversión
En esta actividad se concentran trabajos que evalúan las políticas de inversión en entidades con alto impacto social. Son relevantes las investigaciones que en 1988 advertían sobre el estado deficiente en la estructura financiera del Fondo Nacional del café y los estudios del 2003 que concluyeron la manera en que el Fondo para la Reconstrucción del eje Cafetero (FOREC) fracasó como modelo de intervención del Estado.
Problemas del agro
Se han realizado estudios sobre la política agropecuaria, tecnologías de producción y los usos del suelo. Es destacable la participación del CID en la Misión de Estudios del Sector Agropecuario en 1990. Las investigaciones más importantes son los estudios hechos en 1986 sobre el empleo en sectores agrícolas (excluyendo la caficultura), y, la colección La academia y el sector rural (2004) que reúne ensayos de alto nivel sobre las contribuciones académicas realizadas para la comprensión y análisis de las preocupaciones más urgentes de este sector.
Seguridad social y educación
Esta área del CID se ha encargado de formular y evaluar sistemas de seguridad social, auditar a entidades pertenecientes al sector salud y educación, y evaluar las políticas públicas y programas sociales. Los trabajos de mayor relevancia se han realizado en temas como la distribución de la educación y el ingreso de 1971, la crisis del sistema de seguridad social de 1986 y la colección La seguridad social en la encrucijada (2002), entre otras investigaciones, así como los estudios del Observatorio de Coyuntura Socioeconómica y los Observatorios de Protección Social.
Energía y recursos naturales
Se constituye a partir de estudios sobre las políticas energéticas, tecnologías de extracción y la problemática ambiental. La investigación del diagnóstico sobre la situación energética del país en 1974 se destaca en esta área de actividad del CID, son importantes también los estudios del Observatorio Colombiano de Energía y la evaluación realizada a los Contratos de Asociación Petrolera de 1988.
Macroeconomía y desarrollo
El CID ha efectuado múltiples estudios acerca de los siguientes temas:
- La evaluación de las políticas públicas e inserción del país en los mercados internacionales.
- La distribución del ingreso.
- El desempeño macroeconómico regional y nacional.
- El análisis individual del comportamiento de las principales variables sociales y su impacto.

Los estudios más destacables son los trabajos realizados en 1970 sobre distribución de ingresos urbanos, los estudios sobre la Marina mercante y el desarrollo nacional (1986), los estudios sobre reforma fiscal de 1991, y desde el 2000, los informes de Coyuntura Bien-estar y Macroeconomía (2002 - 2006). Adicionalmente, se encuentra la investigación del Observatorio de Coyuntura Socioeconómica.
Industria y empresa
En particular, el contenido de los estudios de esta área de actividad está relacionado con los procesos de industrialización, la transferencia de tecnología, y la formulación y evaluación de estructuras organizacionales y proyectos empresariales. Se ha investigado sobre la eficiencia industrial en las ciudades de mayor actividad en Colombia (1970) y la crisis industrial de 1990. Además, el CID ha auditado y evaluado a instituciones y entidades como el SENA y TransMilenio.
Servicios públicos, transporte y telecomunicaciones
El Centro de Investigaciones ha hecho estudios sobre las políticas en telecomunicaciones, sistemas de transporte, cálculo de tarifas, vías de comunicación y desarrollo urbano. Las principales investigaciones llevadas a cabo están relacionados con el transporte urbano y la organización del transporte de carga, los medios masivos de comunicación y las concesiones y la regulación de la televisión en Colombia, y los estudios referentes a la equidad en las tarifas de servicios públicos de Bogotá y la disposición de pago de los hogares.
Estadística
El CID ha desarrollado estudios estadísticos utilizando y procesando datos cuantitativos y cualitativos, aplicando de encuestas, trabajos de asesoría tanto en metodologías de procesamiento como en levantamiento de información, y construcción de indicadores y proyecciones. El Centro ha evaluado, por medio de modelos econométricos, entidades como el Departamento Administrativo Nacional de Estadística (DANE) y el Sistema Nacional de Estadística.